# Тінь Чикатило
Тінь Чикатило (рос. Тень Чикатило) — російський художній серіал режисерів Саріка Андреасяна та Давида Дадунашвілі, спіноф серіалу «Чикатило», що розповідає про «ангарського маніяка». Прем'єрний показ розпочався 4 квітня 2024 року у онлайн-кінотеатрі «Okko».

## Сюжет
Головні герої серіалу — слідча група, яка займалася затриманням Чикатило. Вони вирушають до Іркутської області, щоб розслідувати справу «ангарського маніяка» — Дмитра Попцова, який вирішив наздогнати та перегнати свого кривавого кумира.

## Акторський склад
| Актор                       | Роль |
| --------------------------- | --- |
| Федір Лавров                | Дмитро Попцов |
| Микола Козак                | Олександр Семенович Ковальов, заступник начальника Головного управління карного розшуку МВС Росії, полковник міліції |
| Дмитро Власкін              | Віталій Інокентійович Вітвіцький, психолог, капітан міліції                                                          |
| Юлія Афанасьєва             | Ірина Олексіївна Овсяннікова, старший лейтенант міліції                                                              |
| Олег Каменщиков             | Едуард Костянтинович Липягін, майор міліції                                                                          |
| Ширіков Євген В'ячеславович | Олег Миколайович Горюнов, майор ФСБ                                                                                  |
| В'ячеслав Разбєгаєв         | міністр внутрішніх справ Росії                                                                                       |
| Дмитро Нагієв               | Андрій Чикатило |
| Марія Ахметзянова           | Альона Синельникова, журналіст                                                                                       |
| Георгій Мартиросян          | Володимир Панкратович, генерал-майор міліції, заст. міністра / міністр МВС РФ                                        |
| Анна Бігунова               | Вікуля |
| Валерія Богданова           | Санька |
| Дар'я Бурлюкало             | Зіна |

## Епізоди
| № серії | Назва серії    | Режисер(и)     | Сценарист(и)   | Оригінальна дата виходу |
| ------- | -------------- | -------------- | -------------- | ----------------------- |
| 1       | Буде оголошено | Буде визначено | Буде визначено | 4 квітня 2024           |
| 2       | Буде оголошено | Буде визначено | Буде визначено | 11 квітня 2024          |
| 3       | Буде оголошено | Буде визначено | Буде визначено | 18 квітня 2024          |
| 4       | Буде оголошено | Буде визначено | Буде визначено | 25 квітня 2024          |
| 5       | Буде оголошено | Буде визначено | Буде визначено | 2 травня 2024           |
| 6       | Буде оголошено | Буде визначено | Буде визначено | 9 травня 2024           |
| 7       | Буде оголошено | Буде визначено | Буде визначено | 16 травня 2024          |
| 8       | Буде оголошено | Буде визначено | Буде визначено | 23 травня 2024          |

## Виробництво та реліз
Зйомки серіалу розпочалися у червні 2023 року та тривали до кінця літа. Режисерами стали Сарік Андреасян та Давид Дадунашвілі, сценарій написав Сергій Волков. У серіалі буде вісім епізодів. Прем'єрний показ розпочався 4 квітня 2024 року в онлайн-кінотеатрі «Okko».